# Межвін (Куявсько-Поморське воєводство)
Межвін (пол. Mierzwin) — село в Польщі, у гміні Злотники-Куявські Іновроцлавського повіту Куявсько-Поморського воєводства.
Населення — 264 особи (2011).
У 1975-1998 роках село належало до Бидгощського воєводства.

## Демографія
Демографічна структура станом на 31 березня 2011 року:
|          | Загалом | Допрацездатний вік | Працездатний вік | Постпрацездатний вік |
| -------- | ------- | ------------------ | ---------------- | -------------------- |
| Чоловіки | 134     | 34                 | 89               | 11                   |
| Жінки    | 130     | 30                 | 74               | 26                   |
| Разом    | 264     | 64                 | 163              | 37                   |